# Erdabplattung

Die gegenüber einer Kugel leicht abgeplattete Form der Erde kann ungefähr durch ein Rotationsellipsoid angenähert werden (zur Verdeutlichung übertriebene Darstellung, die nicht den hier eingetragenen Maßen der Halbachsen a und b nach WGS 84 entspricht)

Die Erdabplattung bezeichnet die geometrische Abplattung des Planeten Erde und damit ihre Abweichung von der Kugelform. Sie entsteht durch die Fliehkraft der Erdrotation, welche am Äquator am größten und an den Polen null ist. Dadurch nimmt der Meeresspiegel genähert die Form eines Rotationsellipsoids an, dessen Halbachsen (Radien) sich um 21,38 km unterscheiden ({\displaystyle a} = 6378,137 km am Äquator bzw. {\displaystyle b} = 6356,752 km an den Polen). Die Abplattung der Erde beträgt somit
{\displaystyle f={\tfrac {a-b}{a}}=1:298{,}256\pm 0{,}001}
Dies entspricht ungefähr 0,3 % des Erdradius und würde bei Berechnungen auf einer Kugelfläche merkliche Fehler verursachen.
Die Erde wäre ebenso stark abgeplattet, wenn sie keine Ozeane hätte. Bei den großen Drücken ist das Material im Erdinnern plastisch, sodass die Erde (wie auch andere Planeten im Sonnensystem) eine Form annimmt, in der Schwerkraft und Fliehkraft nur einen Druck ohne Scherspannung bewirken.

## Schwereabplattung
Diese Verformung der Erde um den Faktor f bewirkt auch Unterschiede im Schwerefeld, die Schwereabplattung:
{\displaystyle \beta ={\frac {g_{\mathrm {P} }-g_{\mathrm {A} }}{g_{\mathrm {A} }}}}
mit
- der Fallbeschleunigung {\displaystyle g_{\mathrm {P} }} an den Polen
- der Fallbeschleunigung {\displaystyle g_{\mathrm {A} }} am Äquator.

Für das international meistverwendete Erdmodell GRS80 beträgt {\displaystyle g_{\mathrm {P} }=9{,}83218\,\mathrm {m} /\mathrm {s} ^{2}} und {\displaystyle g_{A}=9{,}78032\,\mathrm {m} /\mathrm {s} ^{2}}. Daraus ergibt sich die Schwereabplattung zu β = 0,0053025 = 1:188,6, d. h. die Schwerkraft ist an den Polen um ca. 0,53 Prozent größer als am Äquator. Aufgrund des Schwerkraftunterschiedes hat ein Mensch von 80 kg an den Erdpolen ein Gewicht von 787 N (etwa 80,2 kg), aber am Äquator nur eins von 782 N (etwa 79,7 kg).

## Erdmantel, Erdkern und ihre Wirkung
Die Schwereabplattung hängt auch von der Struktur des Erdinneren ab. Die Theorie der Gleichgewichtsfiguren besagt, dass ein homogener Körper von der Gestalt der Erde, ihrer mittleren Dichte (5,521 g/cm³) und ihrer Rotationsdauer (23 Std. 56 Min.) eine geometrische Abplattung f’= 1:230 haben müsste (Maclaurin-Ellipsoid).
Tatsächlich ist die Erde mit 1:298 deutlich kugelähnlicher, weil ihr Kern mehr als doppelt so dicht wie der Mantel ist. Dadurch fällt die Fliehkraft weniger ins Gewicht.
Die größere Dichte des Erdkerns kann man mit einem Zwei-Schalen-Modell des Erdinnern berücksichtigen. Dieses Modell von Emil Wiechert erklärt auch das beobachtete Schwerefeld im nahen Weltraum besser – und stimmt mit Ergebnissen der Seismologie trotz seiner Einfachheit erstaunlich gut überein. Feinere Erdmodelle der Geophysik unterteilen Kruste, Erdmantel und Erdkern je zweimal, womit man aber bereits an die Grenzen der Berechenbarkeit stößt. Masse, Druck, Dichte und Gravitation müssen nämlich in jeder einzelnen Schicht und insgesamt zusammenpassen, außerdem der Verlauf der Temperatur und des Elastizitätsmoduls in der Tiefe.

## Genauere Angaben
Die Erdfigur und das Erdschwerefeld kann auf wenige Zentimeter bzw. auf 0,0001 Prozent berechnet werden. Man weiß z. B. schon seit dem vierten künstlichen Erdsatelliten, Vanguard 1 (1958), dass die Abplattung auf der Südhalbkugel stärker ist als im Norden (das seinerzeitige Schlagwort sprach von einer „Birnenform“): die Ellipsoidhalbachse b ist im Süden um 16 Meter kürzer und im Norden länger als der Mittelwert. Dies bewirkt eine periodische Bahnstörung wie bei wechselndem Druck auf einen Kreisel.
Weitere Analysen (terrestrisch und mit geodätischen Satelliten) erlauben inzwischen, die Form des Meeresspiegels (das Geoid) mit Millionen Koeffizienten genau zu beschreiben – eine Voraussetzung für das inzwischen alltägliche GPS und auch für die moderne, exakte Raumfahrt.